# Merengue (lied)
Merengue is een dance-single van het Belgische duo Robert Abigail en DJ Rebel uit 2009. Het nummer werd een hit in België en Nederland.
De single stond 23 weken in de Vlaamse Ultratop 50 met nummer 5 als hoogste notering en in de Waalse Ultratop 50 4 weken met een pieknotering op nummer 31. Daarnaast werd het een hit in Nederland, waar het vijftien weken in de Single Top 100 stond en het het uiteindelijk de negende plaats bereikte.